# Simetrie de rotație

Triskelionul care apare pe Drapelul Insulei Man are simetrie de rotație deoarece apare la fel când este rotit în jurul centrului său cu 120°. Deoarece aspectul său este identic în trei orientări distincte, simetria sa de rotație este cu trei poziții.

În geometrie simetria de rotație, cunoscută și ca simetrie radială, este proprietatea pe care o formă o are atunci când arată la fel după o rotație parțială. Gradul de simetrie rotațională al unui obiect este numărul de orientări distincte în care arată exact la fel pentru fiecare poziție.
Anumite obiecte geometrice sunt parțial simetrice atunci când sunt rotite cu anumite unghiuri, cum ar fi pătratele rotite cu 90°, totuși singurele obiecte geometrice care sunt complet simetrice rotite cu orice unghi sunt  cercurile, sferele și alte sferoide.

## Descriere formală
Formal, simetria de rotație este simetria în raport cu unele sau toate rotațiile din spațiul euclidian m-dimensional. Rotațiile sunt izometrii directe⁠(d), adică izometrii care conservă orientarea. Prin urmare, un grup de simetrie rotațională este un subgrup de E +(m)).
Simetria față de toate rotațiile în jurul oricărui punct implică simetria de translație față de orice translație, deci spațiul este omogen, iar grupul de simetrie este tot grupul E(m) . Cu noțiunea modificată de simetrie pentru câmpurile vectoriale grupul de simetrie poate fi și E +(m) .
Pentru simetria în raport cu rotațiile în jurul unui punct putem lua acel punct ca origine. Aceste rotații formează grupul ortogonal SO(m), grupul matricilor ortogonale m × m cu determinantul 1. Pentru m = 3 acesta este grupul de rotație SO(3).
În altă formulare a definiției, grupul de rotație al unui obiect este grupul de simetrie din E +(n), grupul de izometrii directe; cu alte cuvinte, intersecția întregului grup de simetrie și a grupului de izometrii directe. Pentru obiectele chirale este același cu grupul de simetrie completă.
Legile fizicii sunt SO(3)-invariante dacă nu disting direcții diferite în spațiu. Datorită teoremei lui Noether⁠(d), simetria de rotație a unui sistem fizic este echivalentă cu legea de conservare a momentului cinetic.

### Simetrie de rotație discretă
Simetria de rotație de ordinul n, numită și simetrie de rotație cu n poziții, în raport cu un anumit punct (în bidimensional) sau axă (în tridimensional) înseamnă că rotația cu un unghi de 360°/n (180°, 120°, 90°, 72°, 60°, 51 3⁄7° etc.) nu modifică obiectul. O simetrie „1-poziție” nu este simetrie (toate obiectele arată la fel după o rotație de 360°).
Notațiile folosite în sistemul cristalin pentru simetria cu n poziții este Cn sau pur și simplu n. Grupul de simetrie real este specificat de punctul sau axa de simetrie, împreună cu n. Pentru fiecare punct sau axă de simetrie, tipul de grup abstract este grupul ciclic⁠(d) de ordin n, Zn. Deși pentru acesta din urmă se folosește și notația Cn, trebuie să se facă distincția între grupul Cn geometric și cel abstract: există alte grupuri de simetrie din același tip de grup abstract care sunt diferite din punct de vedere geometric.
Domeniul fundamental este un sector al 360°/n.
Exemple fără simetrie de reflexie suplimentară:
- n = 2, 180°: diadă,[6] literele Z, N, S; contururile, deși nu și culorile, ale simbolului Yin și Yang sau ale drapelului Regatului Unit (nu are simetrie de reflexie);
- n = 3, 120°: triadă,[7] triskelion;
- n = 4, 90°: tetradă,[8] svastică;
- etc.

Dacă există, de exemplu, simetria de rotație față de un unghi de 100°, atunci există și față de 20° (cel mai mare divizor comun al 100° și 360°).
Un obiect tridimensional tipic cu simetrie de rotație dar fără simetrie în oglindă este o elice.

### Exemple
| C2 (mai multe)            | C3 (mai multe)                                              | C4 (mai multe) | C5 (mai multe)            | C6 (mai multe) |
| ------------------------- | ----------------------------------------------------------- | -------------- | ------------------------- | -------------- |
| Fractal haotic dublu      | Indicator rutier „sens giratoriu”                           |                | Steaua bicentenarului SUA |                |
| Poziția inițială la shogi | Cornuri de băut interblocate, desen pe Piatra din Snoldelev |                |                           |                |

### Simetrie față de mai multe axe concurente în același punct
La simetria discretă cu mai multe axe de simetrie concurente în același punct, există următoarele posibilități:
- În afară axelor de simetrie pentru cele n poziții, exită n axe perpendiculare pentru cele două poziții: grupurile diedrale Dn de ordin 2n (n ≥ 2). Acesta este grupul de rotație al unei prisme regulate sau a unei bipiramide regulate. Deși se folosește aceeași notație, Dn geometrice și abstracte ar trebui să fie percepute distinct: există și alte grupuri de simetrie de același tip de grup abstract care sunt diferite din punct de vedere geometric, v. grupuri de simetrie diedrală în spațiul tridimensional.
- Axe pentru 4×3 și 3×2 poziții: grupul de rotație T de ordinul 12 al unui tetraedru regulat. Grupul este izomorf cu grupul altern A4.
- Axe pentru 3×4, 4×3 și 6×2 poziții: grupul de rotație O de ordinul 24 al unui cub și al unui octaedru regulat. Grupul este izomorf cu grupul simetric⁠(d) S4.
- Axe pentru 6×5, 10×3 și 15×2 poziții: grupul de rotație I de ordinul 60 al dodecaedrului și al icosaedrului regulat. Grupul este izomorf cu grupul altern A5. Grupul conține 10 versiuni ale D3 și 6 versiuni ale D5 (simetrii de rotație ca ale prismelor și antiprismelor).

În cazul poliedrelor platonice, axele pentru două poziții trec prin punctele din mijloc ale laturilor opuse, iar numărul acestora este jumătate din numărul laturilor. Celelalte axe trec prin vârfuri opuse și prin centre ale fețelor opuse, cu excepția cazului tetraedrului, unde axele pentru trei poziții trec fiecare printr-un vârf și centrul unei fețe.

### Simetrie de rotație față de orice unghi
Simetria de rotație față de orice unghi este, în bidimensional, simetria circulară. Domeniul fundamental este o semidreaptă.
În tridimensional există simetria cilindrică și simetria sferică (nicio schimbare la rotirea în jurul unei axe, pentru orice rotație). Adică, nicio dependență de unghi folosind coordonate cilindrice, respectiv nicio dependență de niciun unghi folosind coordonate sferice. Domeniul fundamental este un semiplan prin axă, respectiv o semidreaptă radială. Axisimetric și axial simetric sunt adjective care se referă la un obiect cu simetrie cilindrică, de exemplu un tor. Un exemplu de simetrie sferică aproximativă este Pământul.
În cvadridimensional simetria de rotație continuă sau discretă în jurul unui plan corespunde simetriei de rotație bidimensionale corespunzătoare în fiecare plan perpendicular, în jurul punctului de intersecție. Un obiect poate avea și simetrie de rotație în jurul a două plane perpendiculare, de exemplu dacă este produsul cartezian al două figuri bidimensionale cu simetrie de rotație, de exemplu la duocilindru și diverse duoprisme regulate.

### Simetrie de rotație cu simetrie de translație
| Aranjament într-o celulă primitivă cu centre de rotație cu 2 și 4 poziții. Un domeniu fundamental este indicat cu galben. | Aranjament într-o celulă primitivă cu centre de rotație cu 2, 3 și 6 poziții, singure sau în combinație; în cazul simetriei cu două poziții, forma paralelogramului poate fi diferită. Pentru cazul cu 6 poziții, un domeniu fundamental este indicat cu galben. |

Simetria de rotație cu două poziții împreună cu o singură simetrie de translație este una dintre grupurile de friză. Un centru de rotație este punctul fix sau invariant al unei rotații. În acest caz există două centre de rotație per celulă primitivă (o celulă primitivă conține exact un punct al unei latice). 
Împreună cu simetria de translație dublă, grupurile de rotație sunt următoarele grupuri de tapet⁠(d), cu axe per celulă primitivă:
- p2 (2222): 4×2 poziții; grup de rotație al unei rețele dreptunghiulare sau rombice.
- p3 (333): 3×3 poziții; nu este grupul de rotație al unei rețele oarecare (fiecare rețea este identică dacă este privită susul în jos, dar asta nu se aplică pentru această simetrie); este de exemplu grupul de rotație al pavării triunghiulare cu triunghiurile echilaterale colorate alternativ.
- p4 (442): 2×4 și 2×2 poziții; grupul de rotație al unei rețele pătrate.
- p6 (632): 1×6, 2×3  și 3×2 poziții; grupul de rotație al unei rețele hexagonale.
- Centrele de rotație cu două poziții (inclusiv posibil cu 4 și 6 poziții), dacă sunt prezente, formează translația unei rețele egale cu rețeaua de translație, scalată cu un factor de 1/2. În cazul simetriei de translație în unidimensional, se aplică o proprietate similară, deși termenul de „rețea” nu se aplică.
- Centrele de rotație cu trei poziții (inclusiv posibil cu 6 poziții), dacă sunt prezente, formează o rețea hexagonală regulată egală cu rețeaua de translație, rotită cu 30° (sau echivalent cu 90°) și scalată cu un factor de {\displaystyle {\sqrt {3}}/3.}
- Centrele de rotație cu patru poziții, dacă sunt prezente, formează o rețea pătrată egală cu rețeaua de translație, rotită cu 45° și scalată cu un factor de {\displaystyle {\sqrt {2}}/2.}
- Centrele de rotație cu șase poziții, dacă sunt prezente, formează o rețea hexagonală care este o translație a rețelei de translație.

Scalarea unei rețele împarte numărul de puncte per unitatea de suprafață la pătratul factorului de scară. Prin urmare, numărul de centre de rotație cu 2, 3, 4 și 6 poziții per celulă primitivă este de 4, 3, 2 și, respectiv, 1, incluzând cazul cu 4 poziții ca un caz particular al celui cu 2 poziții etc.
Simetria de rotație cu trei poziții într-un punct și cu două în altul (sau la fel în tridimensional față de axele paralele) implică grupul de rotație p6, adică simetrie dublă de translație și simetrie de rotație cu șase poziții în unele puncte (sau, în tridimensional, în axa paralelă). Distanța de translație pentru simetria generată de o astfel de pereche de centre de rotație este de {\displaystyle 2{\sqrt {3}}} ori distanța dintre ele.
| Plan euclidian | Plan hiperbolic                                                                                      |
| --- | --- |
| Pavare triunghiulară hexakis, un exemplu de p6, [6,3]+, (632) (cu culori) și p6m, [6,3], (*632) (fără culori); dreptele sunt axe de reflexie dacă culorile sunt ignorate și un tip special de axă de simetrie dacă culorile nu sunt ignorate: reflexia comută culorile. Pot fi observate grile formate din drepte perpendiculare, cu trei orientări. | Pavare kisrombică de ordinul 3-7, un exemplu de simetrie [7,3]+ (732) și [7,3], (*732) (fără culori) |